# Alexander Skarsgård
Alexander Johan Hjalmar Skarsgård (suedeză pronunție: [ˈskɑːʂɡoːɖ]; n. 25 august 1976, Vällingby församling⁠(d), comitatul Stockholm, Suedia) este un actor suedez. Este cel mai bine cunoscut pentru rolurile sale ca vampirul Eric Northman pe HBO din serialul True Blood , Meekus în Zoolander și Brad Colbert în miniseria HBO Generație Ucide.  Este fiul actorului suedez Stellan Skarsgård.
Skarsgård a jucat rolul lui Tarzan în 2016 filmul Legenda lui Tarzan.

## Filmografie
| An                | Titlu                       | Rol                          | Note                   |
| ----------------- | --------------------------- | ---------------------------- | ---------------------- |
| 1984              | Åke and His World           | Kalle Nubb                   |                        |
| 1989              | The Dog That Smiled         | Jojjo                        |                        |
| 1999              | Happy End                   | Bamse Viktorsson             |                        |
| 2000              | The Diver                   | Ingmar                       |                        |
| 2000              | White Water Fury            | Anders                       |                        |
| 2000              | Wings of Glass              | Johan                        |                        |
| 2001              | Kites Over Helsinki         | Robin Åström                 |                        |
| 2001              | Zoolander                   | Meekus                       |                        |
| 2002              | The Dog Trick               | Robinson-Micke               |                        |
| 2004              | Heartbeat                   | The Pilot                    | Scurtmetraj            |
| 2005              | Double Shift                | Nisse                        |                        |
| 2005              | Om Sara                     | Kalle Öberg                  |                        |
| 2006              | The Last Drop               | Lt. Jergen Voller            |                        |
| 2006              | Never Be Mine               | Christopher                  |                        |
| 2006              | Kill Your Darlings          | Geert                        |                        |
| 2006              | Score                       | Micke                        |                        |
| 2006              | Exit                        | Fabian von Klerking          |                        |
| 2007              | Järnets änglar              | Stefan                       |                        |
| 2009              | Metropia                    | Stefan (voce)                |                        |
| 2009              | Beyond the Pole             | Terje                        |                        |
| 2010              | Trust Me                    | Alex                         |                        |
| 2010              | Moomins and the Comet Chase | Moomintroll (voce)           |                        |
| 2010              | 13                          | Jack                         |                        |
| 2011              | Straw Dogs                  | Charlie Venner               |                        |
| 2011              | Melancholia                 | Michael                      |                        |
| 2012              | Battleship                  | Commander Stone Hopper       |                        |
| 2012              | What Maisie Knew            | Lincoln                      |                        |
| 2012              | Disconnect                  | Derek Hull                   |                        |
| 2013              | The East                    | Benji                        |                        |
| 2014              | The Giver                   | Jonas' Father                |                        |
| 2015              | Hidden                      | Ray                          |                        |
| 2015              | The Diary of a Teenage Girl | Monroe Rutherford            |                        |
| 2016              | Zoolander 2                 | Adam                         | Cameo                  |
| 2016              | War on Everyone             | Terry Monroe                 |                        |
| 2016              | The Legend of Tarzan        | Tarzan / John Clayton        |                        |
| 2018              | Mute                        | Leo Beiler                   |                        |
| 2018              | The Hummingbird Project     | Anton Zaleski                |                        |
| 2018              | Hold the Dark               | Vernon Sloane                |                        |
| 2019              | The Aftermath               | Stefan Lubert                |                        |
| 2019              | Long Shot                   | Prime Minister James Steward |                        |
| 2019              | The Kill Team               | Sergeant Deeks               |                        |
| 2021              | Passing                     | John Bellew                  |                        |
| Godzilla vs. Kong | Nathan Lind                 |                              |                        |
| 2022              | The Northman                | Amleth                       | Și producător          |
| 2023              | Infinity Pool               | James Foster                 | Și producător executiv |
| 2023              | Eric Larue                  | Ron LaRue                    |                        |
| 2023              | Lee                         | Roland Penrose               |                        |
| 2025              | Pillion                     | Ray                          |                        |
| TBA               | The Moment                  |                              | Post-producție         |

| An        | Titlu                                | Rol                        | Note                                               |
| --------- | ------------------------------------ | -------------------------- | -------------------------------------------------- |
| 1987      | Idag röd                             | Fred                       | Film TV                                            |
| 1999      | Vita lögner                          | Marcus Englund             | 10 episoade                                        |
| 2000      | D-dag                                | Lise's Stepson             | Film TV                                            |
| 2000      | Judith                               | Ante Lindström             | Episodul: "Del 2"                                  |
| 2005      | Revelations                          | Gunnar Eklind              | Miniserie                                          |
| 2006      | Cuppen                               | Micke                      | Film TV                                            |
| 2007      | Golden Brown Eyes                    | Boogey Knights Singer      | 2 episoade                                         |
| 2008      | Generation Kill                      | Sgt. Brad "Iceman" Colbert | Miniserie; 7 episoade                              |
| 2008–14   | True Blood                           | Eric Northman              | 76 episoade                                        |
| 2013      | Eastbound & Down                     | Adult Toby Powers          | Episodul: "Chapter 29"                             |
| 2017      | Big Little Lies                      | Perry Wright               | 7 episoade                                         |
| 2018      | Drunk History                        | James Dunn                 | Episodul: "Heroines"                               |
| 2018      | The Little Drummer Girl              | Gadi Becker                | 6 episoade                                         |
| 2019      | On Becoming a God in Central Florida | Travis Stubbs              | Episodul: "The Stinker Thinker"                    |
| 2020–2021 | The Stand                            | Randall Flagg              | Rol principal                                      |
| 2021–2023 | Succession                           | Lukas Matsson              | Rol secundar (sezonul 3) Rol principal (sezonul 4) |
| 2022      | Atlanta                              | Rolul său                  | Episodul: "Tarrare"                                |
| 2022      | The Kingdom                          | Svensk advokat             | 2 episoade                                         |
| 2022      | Documentary Now!                     | Rainer Wolz                | Episodul: "Soldier of Illusion, Parts 1 & 2"       |
| 2024      | Mr. & Mrs. Smith                     | Other John                 | Episodul: "First Date"                             |
| 2024      | What We Do in the Shadows            | Vampir                     | Episodul: "Come Out and Play"                      |
| 2025      | Murderbot                            | Murderbot                  | Rol principal omonim                               |

| An   | Titlu           | Note                        |
| ---- | --------------- | --------------------------- |
| 2003 | To Kill a Child | Co-regizor cu Björne Larson |

| An   | Titlu            | Rol         | Artist(i) |
| ---- | ---------------- | ----------- | --------- |
| 2009 | "Paparazzi"      | Boyfriend   | Lady Gaga |
| 2013 | "Free Your Mind" | Cult Leader | Cut Copy  |